# Championnats du monde de course en ligne de canoë-kayak de 1974
Navigation
Édition précédente Édition suivante
Les onzièmes championnats du monde de course en ligne de canoë-kayak se sont déroulés à Mexico (Mexique) en 1974.

## Podiums

### Hommes

#### Canoë
| Epreuve     | Or                                     | Temps | Argent                                 | Temps | Bronze                                   | Temps |
| C-1 500 m   | Sergueï Petrenko (URS)                 |       | Klaus Zeisler (GDR)                    |       | Ivan Patzaichin (ROU)                    |       |
| C-1 1000 m  | Vasiliy Yurchenko (URS)                |       | Klaus Zeisler (GDR)                    |       | Ivan Patzaichin (ROU)                    |       |
| C-1 10000 m | Tamás Wichmann (HUN)                   |       | Vasiliy Yurchenko (URS)                |       | Ivan Patzaichin (ROU)                    |       |
| C-2 500 m   | URS Aleksandr Vinogradov Yuriy Lobanov |       | ROU Georghe Danielov Gheorghe Simionov |       | Tchécoslovaquie Tomas Sach Jirí Ctvrtcka |       |
| C-2 1000 m  | URS Vladas Cesiunas Yuriy Lobanov      |       | Pologne Jerzy Opara Andrzej Gronowicz  |       | ROU Cherasim Munteanu Vasile Serghei     |       |
| C-2 10000 m | URS Vladas Cesiunas Yuriy Lobanov      |       | HUN Tamás Buday Gábor Haraszti         |       | France Alain Acart Jean-Paul Cézard      |       |

#### Kayak
| Epreuve             | Or                                                                             | Temps | Argent                                                                       | Temps | Bronze                                                                          | Temps |
| K-1 500 m           | Vasile Diba (ROU)                                                              |       | Géza Csapó (HUN)                                                             |       | Grzegorz Sledziewski (POL)                                                      |       |
| K-1 1000 m          | Géza Csapó (HUN)                                                               |       | Grzegorz Sledziewski (POL)                                                   |       | Oreste Perri (ITA)                                                              |       |
| K-1 10000 m         | Oreste Perri (ITA)                                                             |       | Aleksandr Shaparenko (URS)                                                   |       | Péter Völgyi (HUN)                                                              |       |
| K-1 4 x 500 m relay | ROU Vasile Diba Ernst Pavel Atanasie Sciotnic Mihail Zaifu                     |       | URS Vitaliy Trukshin Sergey Zhuchray Anatoliy Kobrisev Nikolay Astapkovich   |       | Pologne Ryszard Oborski Grzegorz Sledziewski Kazimierz Gorecki Andrzej Matysiak |       |
| K-2 500 m           | Pologne Ryszard Oborski Grzegorz Sledziewski                                   |       | HUN József Deme Janos Ratkai                                                 |       | Allemagne de l'Est Ulrich Hellige Herbert Laabs                                 |       |
| K-2 1000 m          | HUN Zoltán Bakó István Szabó                                                   |       | URS Vladimir Kozubin Mikhail Afansiyev                                       |       | Allemagne de l'Est Volkmar Thiede Rüdiger Helm                                  |       |
| K-2 10000 m         | ROU Ion Terente Antrop Variabev                                                |       | Belgique Jos Broeckx Paul Stinckens                                          |       | URS Konstantin Kostenko Vyacheslav Kononov                                      |       |
| K-4 1000 m          | Allemagne de l'Est Herbert Laabs Ulrich Hellige Jürgen Lehnert Bernd Duvigneau |       | URS Yuriy Filatov Aleksandr Degtyarov Aleksandr Kuprikov Nikolay Astapkovich |       | HUN József Deme Janos Ratkai Csongor Vargha Csaba Giczi                         |       |
| K-4 10000 m         | URS Leonid Derevyasnko Nikolay Gorbatchov Pytor Zhurga Anatoliy Zharkin        |       | HUN Csaba Giczi Csongor Vargha István Szabó Zoltán Romhanyi                  |       | Pologne Ryszard Oborski Kazimierz Gorecki Grzegorz Koltan Andrzej Matysiak      |       |

### Femmes

#### Kayak
| Epreuve   | Or                                                                     | Temps | Argent                                                            | Temps | Bronze                                                        | Temps |
| K-1 500 m | Anke Ohde (GDR)                                                        |       | Nina Gopova (URS)                                                 |       | Maria Cosma (ROU)                                             |       |
| K-2 500 m | Allemagne de l'Est Bärbel Köster Anke Ohde                             |       | ROU Viorica Dumitru Maria Nichiforov                              |       | HUN Ilona Tözser Maria Zakarias                               |       |
| K-4 500 m | Allemagne de l'Est Ilse Kaschube Bärbel Köster Anke Ohde Carola Zirzow |       | URS Nina Gopova Larissa Kabakova Tatiana Korchounova Galina Kreft |       | ROU Viorica Dumitru Maria Nichiforov Maria Cosma Agafia Orlov |       |

## Tableau des médailles
| Rang  | Nation             | Or | Argent | Bronze | Total |
| ----- | ------------------ | -- | ------ | ------ | ----- |
| 1     | Union soviétique   | 6  | 7      | 1      | 14    |
| 2     | Allemagne de l'Est | 4  | 2      | 2      | 8     |
| 3     | Roumanie           | 3  | 2      | 6      | 11    |
| 4     | Hongrie            | 3  | 4      | 3      | 10    |
| 5     | Pologne            | 1  | 2      | 3      | 6     |
| 6     | Italie             | 1  | 0      | 1      | 2     |
| 7     | Belgique           | 0  | 1      | 0      | 1     |
| 8     | Tchécoslovaquie    | 0  | 0      | 1      | 1     |
| 9     | France             | 0  | 0      | 1      | 1     |
| Total | Total              | 18 | 18     | 18     | 54    |